# 悪魔とラブソング
『悪魔とラブソング』（あくまとラブソング）は、桃森ミヨシによる日本の漫画作品。副題は「How lovely her song is!」。『マーガレット』（集英社）2007年2号から2011年9号まで連載された。
アメリカ図書館協会ヤングアダルトサービス部門(Young Adult Library Services Association  通称YALSA)が選んだ「Great Graphic Novels」2013年に選ばれた。
Hulu（フールー）で2021年6月より全8話で連続ドラマ化された。
『悪魔とラブソング』の続編となる『悪魔とラブソング アンコール』（あくまとラブソング アンコール）が、『マーガレット』（集英社）2021年10・11合併号から2021年15号まで連載された。2025年7月時点で累計205万部を突破している。

## あらすじ

### 大筋
美しい歌声、誰もが振り返る美貌を持つ悪魔の様な主人公が、凛とした心根で周囲との絆を作っていく物語。正直すぎる毒舌を「ラブリー変換」で変えていく事がテーマとなる。作者の桃森ミヨシは「連載開始当時『空気を読む』ことが正義のように言われており、不器用でそれが出来ない人を描こうと思った」と語っている。

### 詳細
県でトップクラスのカトリック系高校・聖カトリア女子をとある事情で退学になった美少女・可愛マリア。彼女は偏差値やや低めの共学校十塚学園に転校するが、思ったままを言葉にしそれが核心をついている事が原因で、周囲の反感を買う。前のカトリアを転校する時も、唯一の親友だと思っていた申利あんなから「あんたは人を汚れさせる」と唇の動きだけで伝えられ（あんなは声を失っている）マリアはその言葉をずっと引きずっている。誰も友達がいない中で、唯一歌うことだけで自分を元気づけたり感情を表したりしてきた。
そんなマリアにクラスメイトである神田優介は、物事の伝え方を柔らかくするラブリー変換（桃森ミヨシによる造語）を教えるが、マリアにはうまくできない。でもいつか誰かに好きと言えて、自分を好きになれるように変わりたいと願い、頑張り始める。そしてマリアは「ラブリー変換」の意味を自分なりに考え、それを変化させていくようになる（後述）。周囲もそんなマリアに影響され変化していく。
マリアが生い立ちや自分の環境をのりこえ、友達を作り、恋を知り、歌を歌い、輪をつくっていく物語。
マリアが退学するときにシスターに言われた、「信じる」とは何かを追求するのもテーマの一つになっている。
くじけそうな自分を奮い立たせる為や感情が動く時にマリアが歌う「アメイジング・グレイス」は賛美歌の一つで、18世紀アメリカの牧師ジョン・ニュートンが奴隷商人をしていた自分を償う意味で作った懺悔と感謝の歌。マリアはそんな歌の内容と、知らず人を傷つけてしまう自分を重ね合わせている。この歌は父ジョンにも関係する。あんなと共に歌った「よろこびの歌」は第九を日本語訳したもの。目黒と初めて一緒に演奏する「アヴェ・マリア」は聖母マリアを賛美した歌で、いろんな作曲者によって作られている。
合唱コンクール編
1〜4巻　マリアが十塚学園に転入してから、クラスという集団での人間関係の変化が中心となる。イジメから始まり、合唱コンクールを通してクラスメイトと打ち解けるまでが話の大筋。合唱コンクールでは「アメイジング・グレイス」を歌う。
あんな編
5〜7巻（8巻1話目まで）　マリアのカトリアでの親友、申利あんなが登場する。マリアとあんなの関係を中心に、かつてのカトリアでの事件やマリアの生い立ちが明かされる。あんなと歌った「よろこびの歌」が鍵となる。
クロス編
8〜12巻　黒須申太郎、マリアの父ジョン・クロスが登場。恋愛の展開、マリアの過去探し、父との和解が中心。目黒とマリアが恋人同士になる。目黒と演奏した「アヴェ・マリア」が絡む。また父ジョンとの和解には1巻からのテーマであったアメイジング・グレイスが絡む。
ラブソング編
13巻　完結巻。それぞれの視点からマリアが語られる。ラブリー変換のまとめ。

## 登場人物
キャストは「声」がVOMIC版、「演」が配信ドラマ版。主人公以外の主要キャラクター全員の名前に「申」または「由」などのマリアの持つ「クロス」と同じ形の漢字もしくは部首が使われている。
可愛 マリア（かわい マリア）
声 - 桑島法子 / 演 - 浅川梨奈
本作の主人公。身長170センチメートル位。性別を問わず認められる、美しすぎる容姿の持ち主で、非常に歌がうまい。髪は赤みがかった茶髪。思ったままを言葉にし、それが核心をついている為、まるで悪魔の様だと周囲から敵視される。ただし、一般的なぶりっ子とは異なる。見た目とは逆でフワフワなフリルや白いもの、甘いものが好き。絵は下手。昼食の時間にアイスクリーム1個で済ませるほど小食。殴ったシスターにもらったケルト十字をいつもつけている。とある事件で聖カトリア女子を退学になり十塚学園に転校してきた。目黒がファーストキスの相手で、次第に目黒に惹かれていき告白するが（実は両思いにも拘らず）振られてしまう。基本的に恋愛に関しては鈍感だが、目黒の不器用な優しさには敏感で、その度に惚れ直してしまっている模様。優介や友世ら、転校後に初めてできた本当の友達の優しさには弱く、たまに涙ぐむようにも。彼女が変えた友人達によって自身にも変化が現れ始めている。若くして亡くなった母親のことで大きなトラウマを抱えており、「離さない」という言葉に過剰に怯えてしまう脆い一面がある。あんなに執着していたのはおそらく母親の面影とどこか似通った面があったかららしい。根が素直かつ天然なので、自分に想いを寄せているはずの申太郎に対しても好きな人（目黒）のどこが好きなのかを力説してしまったり、素で惚気ていたりすることも多い。
作者曰く聖書に出てくるマグダラのマリアのイメージらしい。
神田 優介（かんだ ゆうすけ）
声 - 鈴木達央 / 演 - 奥野壮
マリアのクラスメイトで男女ともに好かれ人気がある。身長179センチメートル。マリアに「ラブリー変換」という対人関係が上手く行く方法を教えた。人当たりが良く「優しくする」という事にとらわれているが、自分の事を「いい人」だとは思っていなかった。しかしマリアによって徐々に変わりつつある。お寺の息子だが、金髪（染めている）にピアスと派手。敵を作りやすい彼女をフォローし、折に触れて元気付ける。普段表には出さないが、冷静で人を見る目があり、非常に淡白な一面もある。マリアのことが好きで、何度か冗談半分に告白もしている。彼女を元気づけるためにそうした「優しい嘘」を付くことも厭わないが、それが仇となっていざ本気で告白をしようにもなかなかチャンスに恵まれていない。マリアにとってその人柄の良さは憧れであり、恋愛においても見返りを期待せずに常に彼女のために行動するなど紳士的である。全てひっくるめて、マリアから文句なしに「優しい」と言われる数少ない人物。
目黒 伸（めぐろ しん）
声 - 諏訪部順一 / 演 - 飯島寛騎、少年期 - 細野涼聖
マリアのクラスメイトで優介に「めぐ」と呼ばれている。身長183センチメートル。優介と対照的に愛想が無いが実は面倒見がよく、不器用な人を放っておけない。マリアの事をかなり早くから堕ちるように好きになるが、今ひとつ押しは弱い。マリアに告白されるもとある事情で振ってしまう。指揮者の息子で、天才肌の父親に対してコンプレックスがあり、普段話す時も敬語で、どこか遠慮がちである。実はピアノの才能があり、過去にはコンサートデビューもしたが挫折。再び音楽の道を歩むことを決心し、放課後地元の音楽教室でピアノを習っている。そこで申利あんなとも出会う。非常に勘が鋭く、マリアの周りをうろつく黒須を警戒している。遠回しに誰かを庇ったり、それとは気付かせずに遠巻きに見守るスタンスをとることが多い。天邪鬼であまり本心を語ることはしないが、根は優しく思慮深い。ぶっきらぼうな言動から誤解されることも多いが、マリアには出会って早々気の弱い一面や人の良さを見抜かれていた。本来は人を寄せ付けない一匹狼タイプだが、意外と心配症。特にマリアのことに関しては多少過保護な面があり、マリアに「お父さんみたいだ」とまで言われショックを受けていた。ちなみに実際の父親からは、恋愛でもして一皮剥けた方がいいなどと、けしかけれていた。これまでのしがらみから徐々に脱却出来たことで吹っ切れたのか、父親とも以前より良好な関係を築いているようだ。
黒須 申太郎（くろす しんたろう）
マリア達の後輩、1年生。マリアを男にしたようなタイプで遠慮無くものを言う。背が目黒よりも高い。恋愛面において他人の隠したい心などを暴いてしまう、かつてのマリアのような立ち位置にいる。本心をすぐ口にしてしまうため周囲から浮きやすいが、分かってくれる人だけに理解してもらえればそれでいい、と本人は割り切っている。そのため「皆で仲良く」することよりも、自分にとって大事なたった一人に受け入れてもらうことに重きを置いている。誰からも愛される人になりたいと願ってきたマリアにとっては、正反対な彼の言動はある意味新鮮に映っていた。マリアに対して積極的にアプローチを続けるが、なかなか振り向いてはもらえない様子。何事もストレートに表現することが多く、表情豊かでオーバーリアクション気味。目黒に対して非常に強いライバル意識を抱いており、マリアとの仲を邪魔することもしばしば。親との確執があり、現在は親元を離れて暮らしている。マリアの合唱コンクールでの歌「アメイジング・グレース」をTV放送で聴き、彼女を追って同じ高校に通うことを決意したらしい。
申利 あんな（もうり あんな）
マリアの初めての友達でカトリア生徒。身長160センチメートル位。誰にでも優しく世話焼きで人気があったが、ある時病気にかかって声を失ってしまう。その為、周囲とのコミュニケーションがうまく取れなくなり、リストカットをしようとしていたところをマリアに止められる。その後５ヶ月間マリアがあんなの気持ちを代弁し続けた。しかし暴力事件をおこし退学するマリアに「あんたは人を汚れさせる。」と唇の動きだけで無音で言った。マリアを強く意識しており、密かに対抗意識を持っている節がある。その一方で独占欲が強く、マリアが転校先で次第に溶け込んでいることをよく思ってはいない。一見すると気の弱い大人しそうな女性だが、見かけによらず勝気で負けず嫌いな一面も。逆境の中でも気丈に振る舞う芯の強さを持ち合わせているが、そんな不自然なまでの「外面」の良さや偽善的な行為を目黒には見抜かれていた。マリアの暗い過去を知る人物でもある。マリアとは目黒を巡っての恋敵となり、初めてお互いの本音をぶつけ合い、最終的には取っ組み合いの大ゲンカをした後でマリアの前から姿を消した。
甲坂 友世（こうさか ともよ）
声 - 藤村歩 / 演 - 山之内すず
マリアのクラスメイト。いつもニヤニヤ (2828) していることからあだなは「ニッパチ」。周囲に合わせる言いなりタイプで、初めは回りに強制されてマリアをいじめていた。いじめられっ子で何でも笑って誤摩化していたが、マリアによって変わる。吹っ切れてからは多少強引な面も見せるようになり、持前のマイペースさでマリアを元気付けることもしばしば。自分がいじめに遭いやすい質なだけに、いじめ対策にも詳しい（ノートの落書き防止策など様々）。些細なことなど笑い飛ばせるような大らかさや図太さがあり、時に鋭く話の核心を突くことも。人の心の弱さや脆さ、心に傷を持った人間への理解が深く根っからのお人好しで優しい心の持ち主。マリアのことも非常によく見ているため、自覚なしに自分に嘘を付いているときにはそれを簡単に見破ってしまう。意外に毒舌で、たとえ話が酷い（だが的確）。ドクロ系ファッションやハード系、黒いものが好きで、独特の美意識があるらしい。勉強はできない。
中村 亜由（なかむら あゆ）
声 - 足立友 / 演 - 小野花梨
マリアのクラスメイトで、彼女を敵視するグループの中心人物だったが、今はマリアと仲の良い友達の一人。優介の事が好き。容姿にこだわる（メイクと髪型に毎日2時間かけている）が本人はあまり美人ではなく、自分は可愛くないと自覚していることへの裏返しである。優介に告白し「俺も片思いなんだ」と振られてしまうが、まだ想いを寄せている。意地っ張りで気は強いが、恋に対してひたむき。伊吹がマリアを陥れ、それを利用して神田を振り向かせようと画策したり、「健気に片思いする自分」を装っていることを見抜き、姑息な手で恋を手に入れようとするその姿勢を鋭く指摘し一喝したことも。その際に自分の本心を晒して、素直な気持ちを伝えたことで、思いがけず優介からは「可愛い」と言ってもらうことができた。実際に学校に取材に来ていたTVスタッフからも「（素直で）可愛い」との声が上がっていた。この一件を境にマリア達との仲が深まり、その後も友情を深めている。
榊 章吾（さかき しょうご）
あんなと目黒が通う音楽教室の先生。第九クラス担当で第九の指揮もした。マリアの声を高く評価している。27歳。マリアを唯一その発言の端々でイラつかせる存在。一見飄々としているようで、マリア同様ふと核心を突く発言をすることが多く、侮れない人物。
井吹 ハナ（いぶき ハナ）
演 - 吉田志織
マリアのクラスメイトで、ぜんそくで入院していたが途中から復帰。クラスの女子からの信望が厚い。優介のお寺の檀家の子で、優介とは幼なじみ。合唱コンクールではマリアからリーダーの座を奪い取ろうとするが、担任教師と組んでマリアを利用しようとしていたことがばれ孤立する。が、彼女の用意した飴がきっかけでマリアが皆にハナの気持ちを代弁し仲直りする。
担任教師
マリアのクラスの担任。生徒から慕われる先生になりたがっていたようだが、実際は生徒の誰からも相手にされない空気の様な存在。そのせいか、逆に生徒を攻撃しがち。特にマリアを目の敵にしている。唯一、ハナだけは慕ってくれる生徒としてひいきにしていたが、彼女の態度が変わってからは攻撃の対象に。
学年主任
十塚学園の学年主任。学校経営を一番に考えている。受験者数が減る中、合唱コンクールの取材でマリアを利用して学校のイメージアップをはかろうとしていた。しかし合唱コンクールで、学校や生徒の一部分しか見てこなかった自分に気付く。
坪井 健一（つぼい けんいち）、松野 武（まつの たけし）
マリアのクラスメイトの男子。優介の友人。松野は短髪眼鏡で、雰囲気に酔いやすいところがある。坪井は大家族の長男で意外としっかりしている。
渡部 浅美（わたべ あさみ）、日下部 圭子（くさかべ けいこ）
マリアのクラスメイトの女子。二人ともオーケストラ部だけあって歌う音取りが正確。容姿は地味目。
安積 真一（あづみ しんいち）
テレビ局の人。「弓矢の旅」という番組のレポーター兼ディレクター。メガネでおかま。酔った時の口癖は「真一の真は真実の真なんだから！」である。
シスターサラ
マリアのカトリアでの担任。マリアが殴った相手。あんなに対するいじめを隠ぺいしようとしたことでマリアと激しく対立し、結果的にマリアがカトリアを退学するきっかけとなった人物。シスターであるにも関わらず、どこか冷淡な印象を与える。
ジョン・クロス
在日アメリカ人で、マリアの実父。かつて軍人だった時に当時中2の日本人少女を強姦した過去があり、その時に生まれたのがマリアだった（マリアの母は後に自殺したとされている）。現在は牧師に転職している。実は音痴で聖歌が歌えなかったり、元軍人のため今も尚無駄に戦闘能力（回避力?）が高く、その割りの見かけによらずドジな面があったりと、意外性の多い人物。マリアと母に懺悔する意味もあって「マリアンナ教会」で働いている。
モデルはアメイジング・グレイスの歌詞を作ったジョン・ニュートン

## 用語
ラブリー変換（ラブリーへんかん）
優介がマリアに教える。元々は「ものの伝え方を柔らかくする」という意味であったが、マリアはその意味を自分なりに変化させていく。「ものの伝え方を柔らかくする（優介）」→「他人の行動を可愛らしく変換する」→「相手の長所がひきたつ言い方をする（優介）」→「たとえ自分が悪く思われても、物事がうまく治まる言い方をする」→「きつい言葉の中の本当の気持ちをくみとる」→「いい意味でも悪い意味でも相手を素直にさせる」→「こうありたいという自分の姿をみんなに見てもらう」→「行動する勇気を持つ為に物事をポジティブにとらえる」→「笑いに変えてしまう」→「不幸やトラブルを、長い目で見ていいものに変える。人生かけて実現する目標」→「周囲の喜びが自分の喜びとなることの連鎖」に変わっている。
オーガスチン
マリアが目黒伸に買ってもらった靴につけた名前。白くてフリフリでゴスロリな靴。マリアは気に入っているが目黒は「趣味が悪い」と言っている。
ケルトクロスのペンダント
マリアが退学の日、カトリアのシスターに貰ったケルト十字のペンダント。永遠の絆を表す。転校した時からいつもつけていて「あたしの輪の中にも人が集まってくれますように」という願いが込められている。マリアの周りの主要人物の名前には、このペンダントの形に似た漢字「申」が部首などで入っている。
聖カトリア女子（セントカトリアじょし）
マリアが以前通っていたカトリック系の女子校。偏差値は県でトップクラス。山の上に建っている。
十塚学園（とつかがくえん）
マリアの転校先であり、作品の主な舞台となる共学高校。偏差値は低め。女子の制服はセーラー服。

## VOMIC
2008年3月に冒頭のみVOMICにてWebボイスドラマ化。
キャスト
主要担当声優は上述。ここではそれ以外のキャストについて記す。
- 女子B - 〆野潤子
- 女子C - 高橋里枝
- 女子D - 平野佳奈
- 女子E - 宮本真利

## 書誌情報

### 単行本
- 桃森ミヨシ 『悪魔とラブソング』 集英社 〈マーガレットコミックス〉、全13巻
  1. 2007年7月25日発売[10]、ISBN 978-4-08-846193-9
  2. 2007年10月25日発売[11]、ISBN 978-4-08-846221-9
  3. 2008年2月25日発売[12]、ISBN 978-4-08-846263-9
  4. 2008年5月23日発売[13]、ISBN 978-4-08-846294-3
  5. 2008年9月25日発売[14]、ISBN 978-4-08-846333-9
  6. 2009年2月25日発売[15]、ISBN 978-4-08-846382-7
  7. 2009年6月25日発売[16]、ISBN 978-4-08-846417-6
  8. 2009年10月23日発売[17]、ISBN 978-4-08-846452-7
  9. 2010年2月25日発売[18]、ISBN 978-4-08-846493-0
  10. 2010年6月25日発売[19]、ISBN 978-4-08-846534-0
  11. 2010年10月25日発売[20]、ISBN 978-4-08-846578-4
  12. 2011年1月25日発売[21]、ISBN 978-4-08-846611-8
  13. 2011年5月25日発売[22]、ISBN 978-4-08-846652-1
- 桃森ミヨシ 『悪魔とラブソング 新装再編版』 集英社 〈愛蔵版コミックス〉、全8巻
  1. 2021年5月25日発売[23][24]、ISBN 978-4-08-792072-7
  2. 2021年5月25日発売[25][24]、ISBN 978-4-08-792073-4
  3. 2021年5月25日発売[26][24]、ISBN 978-4-08-792074-1
  4. 2021年6月24日発売[27]、ISBN 978-4-08-792075-8
  5. 2021年6月24日発売[28]、ISBN 978-4-08-792076-5
  6. 2021年6月24日発売[29]、ISBN 978-4-08-792076-5
  7. 2021年7月21日発売[30]、ISBN 978-4-08-792079-6
  8. 2021年7月21日発売[31]、ISBN 978-4-08-792080-2

### アンソロジー
- 『東日本大震災チャリティー漫画本 PARTY! HANA[注 1][32]』 メディアパル、2011年8月5日発売[33]、ISBN 978-4-89610-201-7

## 配信ドラマ
2021年6月19日から動画配信サービス「Hulu」で配信。全8話。「マーガレット」×「Hulu」がコラボレーションするドラマシリーズ「マーガレットLove Stories」の第2弾。主演は浅川梨奈と飯島寛騎。

### キャスト（配信ドラマ）
- 可愛マリア - 浅川梨奈
- 目黒伸 - 飯島寛騎
- 神田優介 - 奥野壮[36][37]
- 中村亜由 - 小野花梨[36][37]
- 甲坂友世 - 山之内すず[36][37]
- 井吹ハナ - 吉田志織[36][37]
- 目黒昭恵 - 片岡明日香
- 目黒響 - 川島鈴遥
- 可愛杏奈 - 遠藤久美子
- 担任教師 - 希志真ロイ
- 若菜 - 白鳥羽純

### スタッフ（配信ドラマ）
- 原作 - 桃森ミヨシ『悪魔とラブソング』（集英社マーガレットコミックス）
- 脚本 - 吉田恵里香、おかざきさとこ、蛭田直美
- 監督 - 横尾初喜
- 音楽 - 上田壮一
- 主題歌 - FAKY 「Take my hand」（rhythm zone）[38]
- エグゼクティブプロデューサー - 長澤一史
- チーフプロデューサー - 茶ノ前香
- プロデューサー - 大野哲哉、岡宅真由美
- 制作 - アバンズゲート
- 製作著作 - HJホールディングス
- 技術 - ビデオフォーカス
- 美術 - 山﨑美術
- 音楽 - 上田壮一

### 配信日程
| 各話  | 配信日  | 脚本           |
| ----- | ------- | -------------- |
| 第1話 | 6月19日 | 吉田恵里香     |
| 第2話 | 6月19日 | 吉田恵里香     |
| 第3話 | 6月19日 | おかざきさとこ |
| 第4話 | 6月19日 | おかざきさとこ |
| 第5話 | 6月19日 | おかざきさとこ |
| 第6話 | 6月19日 | おかざきさとこ |
| 第7話 | 6月19日 | 蛭田直美       |
| 第8話 | 6月19日 | 蛭田直美       |